# Sergio Veljak
Sergio Veljak (Trieste, 7 agosto 1944 – Trieste, 20 ottobre 2006) è stato un pallavolista e allenatore di pallavolo italiano.

## Carriera

### Club
Inizia la sua carriera pallavolistica alla squadra triestina della Bor, con cui gioca nel 1961 le qualificazioni del campionato propaganda per la promozione in Serie C: la Bor arriva seconda, ma viene ripescata per la rinuncia del Vis. L'anno successivo la Bor vince il campionato di Serie C ma alle qualificazioni di Padova si classifica seconda. Nel 1963 la squadra, con Veljak in primo piano, riesce invece a superare le qualificazioni di Padova, approdando quindi in Serie B.
Veljak passa quindi alla Ravalico Trieste, esordiendo in Serie A il 16 novembre 1963, nella partita persa contro l'Olimpia Vercelli.
Nel 1966 passa alla Ruini Firenze, con cui vince il campionato 1967-1968. Nella stagione successiva, pur non vincendo nuovamente il titolo, viene eletto dalla Gazzetta dello Sport miglior giocatore della Serie A, e contribuisce alla buona prestazione della squadra in Coppa dei Campioni.
Ritorna quindi alla Bor, con cui disputa tre stagioni in serie B da allenatore-giocatore.

### Nazionale
Il 22 ottobre 1963, avendo fino ad allora giocato solo in serie C, esordisce con la nazionale italiana nel corso degli Europei in Romania, nella partita persa contro l'Ungheria.
Curiosamente, ha giocato prima con la nazionale maggiore che con quella giovanile (in cui esordì nel 1964).
Oltre agli Europei del 1963, con la nazionale Veljak ha partecipato anche alle Universiadi di Budapest 1965 e ai Giochi del Mediterraneo di Tunisi 1967.